# Medida de Mahler
En matemáticas, la medida de Mahler {\displaystyle M(p)} de un polinomio p es
{\displaystyle M(p)=\lim _{\tau \rightarrow 0}||p||_{\tau }=\exp \left({\frac {1}{2\pi }}\int _{0}^{2\pi }\ln(|p(e^{i\theta })|)\,d\theta \right).}
Aquí se presupone que p toma valores complejos y
{\displaystyle ||p||_{\tau }=\left({{\frac {1}{2\pi }}\int _{0}^{2\pi }|p(e^{i\theta })|^{\tau }\,d\theta }\right)^{1/\tau }\,}
es la norma Lτ de p (aunque ésta no es una auténtica norma para τ < 1).
Se puede mostrar que si
{\displaystyle p(z)=a(z-\alpha _{1})(z-\alpha _{2})\cdots (z-\alpha _{n})}
entonces 
{\displaystyle M(p)=|a|\prod _{|\alpha _{i}|\geq 1}|\alpha _{i}|.}
La medida de Mahler de un número algebraico α se define como la medida de Mahler del polinomio mínimo de α sobre Q.
La medida se llama así en honor a Kurt Mahler.

## Propiedades
- La medida de Mahler es multiplicativa, es decir, M(pq) = M(p)M(q).